# Nouvelle-Zélande aux Jeux olympiques d'hiver de 1984
L'équipe olympique de Nouvelle-Zélande a participé aux Jeux olympiques d'hiver de 1984 à Sarajevo en Yougoslavie. Ce fut sa septième participation aux Jeux olympiques d'hiver. L'équipe, formée de six athlètes, ne remporta aucune médaille.